# Alte Burg in Lage (Lippe)

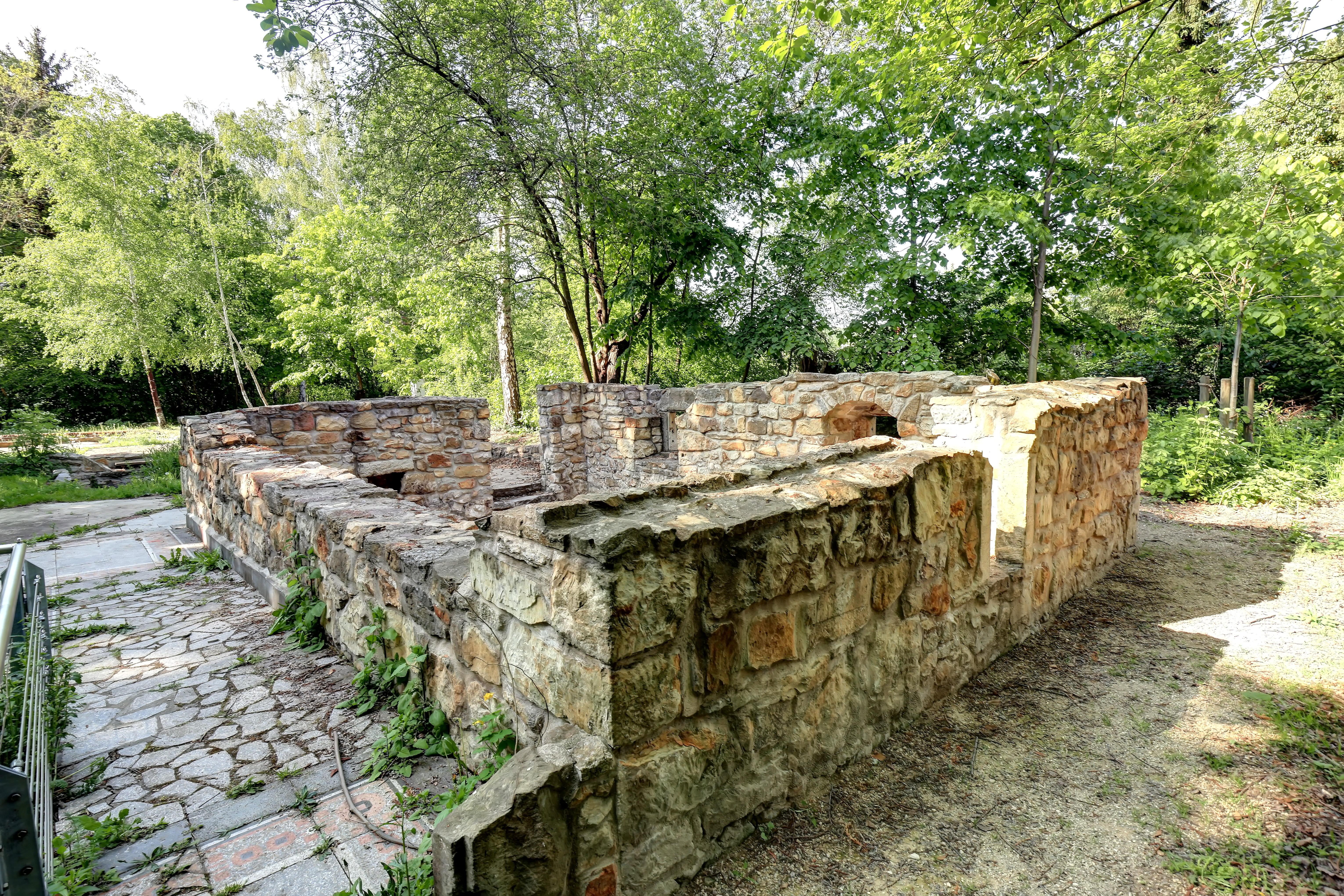
Burgruine (2020)

Die so genannte Alte Burg zählte zu den ältesten noch erhaltenen Fachwerkbauten im Ortskern von Lage im Kreis Lippe in Nordrhein-Westfalen. 1618 erbaut, wurde der unter Denkmalschutz stehende Bau im Jahre 2004 abgebrochen. Kritiker werfen der Stadt Lage vor, jahrelang nichts zu seiner Sicherung unternommen zu haben.

## Lage
Das im Volksmund als Alte Burg bekannte Gebäude befand sich am westlichen Stadtrand von Lage, an der Kreuzung Lange Straße/Friedrich-Petri-Straße. Es trug zuletzt die Hausnummer Friedrich-Petri-Straße 5. Westlich des Hauses, das auf älteren Katasterplänen als Freier Hof bezeichnet wird, verläuft die Werre. In unmittelbarer Nähe lag die bereits in den 1960er Jahren abgebrochene landesherrliche Wassermühle.
Die günstige Lage unweit eines alten Werreüberganges führte zu der Vermutung, dass hier einstmals die Burg Lage gestanden haben könnte.

## Geschichte
Die Burgstätte Lage ist seit dem 14. Jahrhundert bezeugt. In historischen Urkunden wird sie Haus zur Lage oder Steinwerk genannt. Es dürfte sich um die Kleinform einer Befestigungsanlage, ein steinernes oder Festes Haus gehandelt haben, das sicherlich von einem Wassergraben umgeben war. Derartige Anlagen dürften den noch heute in größerer Zahl in Süddeutschland zu findenden Weiherhäusern geähnelt haben. In der Eversteinschen Fehde (1404–09) wurde die Burg dann eingenommen, wohl aber nicht vollkommen zerstört.
1532 erhielt die Familie von Barkhausen das Haus zum Lehen. 1589, mit dem Tod des letzten Lehnsnehmers, fiel es an den Landesherrn zurück, der den Bau als Wohnhaus und Amtssitz der Vögte von Lage einrichtete. Für diese Zwecke dürfte auch der 1618 anstelle der alten Burg entstandene Nachfolgebau errichtet worden sein. 1716 erwarb der Amtsvogt Hermann Henrich Brandt das Gebäude von Graf Friedrich Adolph zur Lippe.
Zu den späteren Eigentümern gehörten unter anderem der Amtsvogt Vogt, Cornelius Koopmann, Meisterjäger Phälig (1782) und der Amtsrentmeister Reuter (1822/23). Das Haus diente also auch nach seinem Übergang in Privatbesitz noch lange als Verwaltungssitz. Erst im 19. Jahrhundert wurde der Bau durch ein neues Amtshaus am Marktplatz, die heutige Apotheke Lange Straße 63, abgelöst. In der Folgezeit diente die „Alte Burg“ gewerblichen Zwecken.
In den 1980er Jahren wurde das Anwesen in der Friedrich-Petri-Straße von der Stadt Lage erworben und unter Denkmalschutz gestellt. 1985 wurde das Gebäude dann im Auftrag des Ortsvereins Lage des Lippischen Heimatbundes aufgemessen und bauhistorisch untersucht. Es gab Überlegungen, in dem Gebäude ein ortsgeschichtliches Museum einzurichten. Allerdings wurden diese Pläne nie umgesetzt. In den Folgejahren verkam das für die Stadtgeschichte bedeutende Haus immer mehr; Sanierungsmaßnahmen unterblieben. 2004 wurde es schließlich wegen Baufälligkeit abgebrochen.
Von 2014 bis 2015 fanden an der Alten Burg Ausgrabungen statt, das Gelände ist mittlerweile als Bodendenkmal geschützt. Bei der Restaurierung ist auch ein Bodenrelief freigelegt worden.

## Baugeschichte und Baubeschreibung
Die alte Vogtei war ein Fachwerkgebäude von etwa 19,6 × 9,3 Metern. Die dendrochronologische Untersuchung der Bauhölzer ergab das Fälldatum 1618. Da man das Holz in früheren Zeiten meist unmittelbar nach dem Fällen verwendete, wurde das Haus mit großer Wahrscheinlichkeit 1618/19 errichtet. Es war ein nicht sehr breiter Wandständerbau, dessen Deckenbalken in die Ständer der hohen Außenwände eingehälst waren. Die Gefache des Giebels waren ursprünglich mit Backsteinen im Zierverband ausgefüllt.
Im südöstlichen Giebel befand sich ursprünglich ein großes Tor, das später durch eine Haustür ersetzt wurde. Es führte in die große Diele mit der Flettküche. Rechts von der Diele lag ein großer unterkellerter Wohnraum. Der Keller verfügte über bis zu 55 cm starke Bruchsteinmauern und war aufgrund des hohen Grundwasserstandes nur geringfügig eingetieft. Hinter diesem Stubeneinbau weitete sich die Diele zur Küche, die mit einem großen steinernen Kamin ausgestattet war. Hinter der Küche war ein großer beheizbarer Saal angeordnet, der die gesamte Breite des Hauses einnahm.
1769 wurde am nordwestlichen Giebel ein Fachwerkanbau angefügt, der zwei Räume enthielt. Diese dienten vermutlich als Stallungen. Das Hausinnere wurde im Laufe der Jahre immer wieder umgebaut und den Bedürfnissen der Bewohner angepasst. So wurden am Ende der Diele zwei Kammern eingebaut und in der Mitte des 19. Jahrhunderts auf der linken Seite des Hauses ein weiterer Anbau errichtet, der eine Stube und eine weitere Kammer aufnahm. Die einst befahrbare Diele wurde nun zum Hausflur und das alte Tor durch eine gewöhnliche Haustür ersetzt. Den rückwärtigen Saal hingegen versah man mit einem Torbogen und funktionierte ihn zur Querdiele um.

## Bedeutung
Als einstige Vogtei und Amtshaus von Lage kam der so genannten „Alten Burg“ eine große stadtgeschichtliche Bedeutung zu.
Der schmale Wandständerbau mit der großen Diele, dem seitlichen Stubeneinbau und dem rückwärtigen Saal entsprach ganz dem Typus des städtischen Dielenhauses und unterschied sich damit grundsätzlich von den eher dörflich geprägten Wohnbauten des Fleckens Lage. Vergleichbare Wohnbauten befinden sich heute noch in Detmold, Lemgo und Bad Salzuflen.
Die Gesamtanlage des Anwesens mit seinem freistehenden Haupthaus erinnerte dagegen stark an städtische Adelshöfe.